# Дійсне число

Числова пряма

Дійсні числа — елементи числової системи, яка містить у собі раціональні числа і, в свою чергу, є підмножиною комплексних чисел. Математична абстракція, яка виникла з потреб вимірювання геометричних і фізичних величин навколишнього світу, а також виконання таких математичних операцій як добування кореня, обчислення логарифмів, розв'язування алгебраїчних рівнянь.
Наочно поняття дійсного числа можна уявити за допомогою числової прямої. Якщо на прямій обрати напрям, початкову точку та одиницю довжини для вимірювання відрізків, то кожному дійсному числу можна поставити у відповідність єдину точку на цій прямій, і навпаки, кожна точка представлятиме єдине дійсне число. Через цю відповідність, термін числова пряма зазвичай використовується як синонім множини дійсних чисел.
Множину дійсних чисел стандартно позначають {\displaystyle \mathbb {R} } чи R (від англ. real, нім. reel).
З погляду сучасної математики, множина дійсних чисел утворює неперервне впорядковане поле. Це означає, що дійсні числа можна додавати, віднімати, множити та ділити (окрім ділення на нуль), і для них справджуються всі звичні властивості арифметичних дій (комутативність і асоціативність додавання та множення, дистрибутивність додавання та віднімання відносно множення тощо), їх можна порівнювати між собою (відомо котре з двох дійсних чисел більше, а котре менше чи вони рівні між собою), а також, що на числовій прямій немає «дірок» — між будь-якими дійсними числами знайдеться дійсне число.

## Історія виникнення поняття дійсного числа

Символ яким найчастіше позначають множину дійсних чисел

### «Наївна» теорія дійсних чисел
Перша розвинена числова система, побудована в Стародавній Греції, містила лише натуральні числа і їх відношення (пропорції, в сучасному розумінні — додатні раціональні числа). Однак з'ясувалось, що для задач геометрії і астрономії їх недостатньо: наприклад, відношення довжини діагоналі квадрата до довжини його сторони (яке дорівнює {\displaystyle {\sqrt {2}}}) не може бути представлено ні натуральним, ні раціональним числом.
Щоб якось вийти з положення Евдокс Кнідський ввів, в доповнення до чисел, більш широке поняття геометричної величини, тобто довжини відрізка, площі чи об'єму. Теорія Евдокса дійшла до нас у працях Евкліда («Начала», книга V). По суті, теорія Евдокса — це геометрична модель дійсних чисел. З сучасної точки зору, при такому підході число є відношення двох однорідних величин — наприклад, досліджуваної і одиничного еталону. Однак потрібно зауважити, що Евдокс не розглядав таке відношення саме як число; через це в «Началах» багато теорем про властивості чисел потім заново доводяться для величин. Класична теорія Дедекінда побудови дійсних чисел за своїми принципами дуже подібна на викладки Евдокса. Але модель Евдокса неповна в багатьох відношеннях — наприклад, вона не містить аксіоми неперервності, немає загальної теорії арифметичних операцій для величин чи їх відношень та ін.
В перші століття н. е. ситуація стала змінюватись. Вже Діофант Александрійський, всупереч попереднім традиціям, розглядає дроби так, як і натуральні числа, а в IV книзі «Арифметика» навіть стверджує: «Число виявляється не раціональним». Після розпаду античної науки на перший план вийшли індійські та ісламські математики, для яких будь-який результат вимірювання чи обчислення вважався числом. Ці погляди поступово стали домінуючими і в середньовічній Європі, де спочатку розділяли раціональні і ірраціональні (буквально: нерозумні) числа (їх називали також уявними, абсурдними, глухими і т. п.). Повне зрівняння в правах ірраціональних чисел пов'язане з працями Сімона Стевіна (кінець XVI століття). Він же, з деякими зауваженнями, легалізував від'ємні числа, а також розвинув теорію і символіку десяткових дробів.
Через століття Ньютон у своїй «Універсальній арифметиці» (1707) дає класичне означення (дійсного) числа як відношення результату вимірювання до одиничного еталону.
Тривалий час це прикладне означення вважалось достатнім, так що важливі для практики властивості дійсних чисел і функцій не доводились, а вважались інтуїтивно очевидними (із геометричних чи кінематичних міркувань). Строге визначення поняття неперервності також було відсутнім. Як наслідок, багато теорем містили помилки, нечіткі або надто загальні формулювання.
Навіть після того, як Коші розробив достатньо строгий фундамент математичного аналізу, ситуація не змінилась, оскільки теорії дійсних чисел, на яку повинен був опиратися аналіз, не існувало. Через це Коші зробив немало помилок, поклавшись на інтуїцію там, де вона приводила до неправильних висновків: наприклад, він вважав, що сума ряду із неперервних функцій завжди неперервна.

### Створення строгої теорії

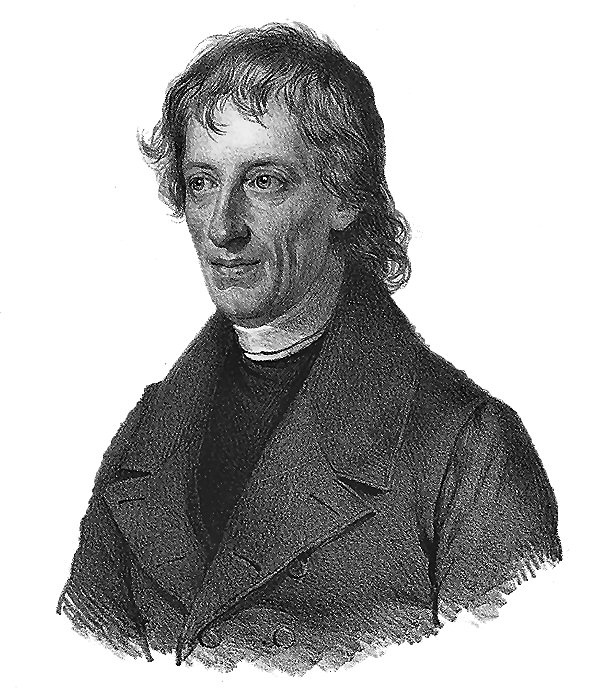
Бернард Больцано

Першу спробу заповнити цю прогалину в основах математики зробив Бернард Больцано у 1817 році. В його роботі ще немає цілісної системи дійсних чисел, але вже наводиться сучасне означення неперервності. В пізнішій праці Больцано наводить начерк загальної теорії дійсних чисел, за ідеями близький до канторовської теорії множин, але ця його робота не була надрукована за життя автора і побачила світ лише в 1851 році. Погляди Больцано значно випередили свій час і залишились без належної уваги математичного товариства.
Сучасна теорія дійсних чисел була побудована у другій половині XIX століття, в першу чергу працями Вейєрштрасса, Дедекінда і Кантора. Вони запропонували різні, але еквівалентні підходи до теорії цієї важливої математичної структури і остаточно відділили це поняття від геометрії і механіки.

## Конструктивні способи побудови дійсних чисел
При конструктивному визначенні поняття дійсного числа, на основі відомих математичних об'єктів (наприклад, множини раціональних чисел {\displaystyle \mathbb {Q} }), які вважаються заданими, будують нові об'єкти, які, в певному значенні, відтворюють наше інтуїтивне розуміння дійсного числа. Вагомою відмінністю між дійсними числами і цими побудованими об'єктами є те, що перші, на відміну від других, розуміються нами лишень інтуїтивно і поки що не є строго визначеним математичним поняттям.
Ці об'єкти і називають дійсними числами. Для них вводять основні арифметичні операції, визначають відношення порядку і доводять їх властивості.
Історично першими строгими визначеннями дійсного числа були саме конструктивні визначення. В 1872 році були одночасно опубліковані три роботи: теорія фундаментальних послідовностей Кантора, теорія Вейєрштрасса (в сучасному варіанті — теорія нескінченних десяткових дробів) і теорія перерізів в області раціональних чисел Дедекінда.

### Теорія нескінченних десяткових дробів
Дійсне число позначається як нескінченний десятковий дріб, тобто вираз вигляду
де {\displaystyle \pm } є одним із символів {\displaystyle +} або {\displaystyle -}, який називається знаком числа, {\displaystyle a_{0}} — ціле невід'ємне число, {\displaystyle a_{1},a_{2},\ldots a_{n},\ldots } — послідовність десяткових знаків, тобто елементів числової множини {\displaystyle \{0,1,\ldots ,9\}}.
Нескінченний десятковий дріб інтерпретується як таке число, яке на числовій прямій лежить між раціональними точками вигляду
{\displaystyle \pm a_{0},a_{1}a_{2}\ldots a_{n}} і {\displaystyle \pm \left(a_{0},a_{1}a_{2}\ldots a_{n}+10^{-n}\right)}
для всіх {\displaystyle n=0,1,2,\ldots }
Порівняння дійсних чисел в формі нескінченних десяткових дробів проводиться по розрядах. Наприклад, нехай задано два невід'ємних числа
Якщо {\displaystyle a_{0}<b_{0}}, то {\displaystyle \alpha <\beta }; якщо {\displaystyle a_{0}>b_{0}}, то {\displaystyle \alpha >\beta }. У випадку рівності {\displaystyle a_{0}=b_{0}} переходять до порівняння наступного розряду. І так далі. Якщо {\displaystyle \alpha \neq \beta }, то після скінченного числа кроків зустрінеться розряд {\displaystyle n} такий, що {\displaystyle a_{n}\neq b_{n}}. Якщо {\displaystyle a_{n}<b_{n}}, то {\displaystyle \alpha <\beta }; якщо {\displaystyle a_{n}>b_{n}}, то {\displaystyle \alpha >\beta }.
Але при цьому треба враховувати, що число {\displaystyle a_{0},a_{1}a_{2}\ldots a_{n}(9)=a_{0},a_{1}a_{2}\ldots a_{n}+10^{-n}}. Тому, якщо запис одного із порівнюваних чисел, починаючи з деякого розряду, є періодичним десятковим дробом, у якого в періоді стоїть 9, то його слід замінити на еквівалентний запис, з нулем в періоді.
Арифметичні операції над нескінченними десятковими дробами визначаються як неперервне продовження відповідних операцій над раціональними числами. Наприклад, сумою дійсних чисел {\displaystyle \alpha } і {\displaystyle \beta } назвемо дійсне число {\displaystyle \alpha +\beta }, яке задовольняє наступну умову:
Аналогічно визначається операція множення нескінченних десяткових дробів.

### Теорія перерізів в області раціональних чисел
Згідно з підходом Дедекінда дійсні числа визначаться за допомогою перерізів на множині раціональних чисел.
Перерізом на множині раціональних чисел {\displaystyle \mathbb {Q} } називається будь-яке розбиття сукупності всіх раціональних чисел на два непорожніх класи — нижній {\displaystyle A} та верхній {\displaystyle A'} так, що кожне число із нижнього класу строго менше будь-якого числа із верхнього:
{\displaystyle \mathbb {Q} =A\cup A'\quad \land \quad A,A'\neq \varnothing \quad \land \quad \forall a\in A,\forall a'\in A'\quad (a<a')}
Якщо існує число {\displaystyle \alpha }, яке є максимальним у нижньому класі, або мінімальним у верхньому класі, то це число розділяє множини {\displaystyle A} і {\displaystyle A'}: числа нижнього і верхнього класів лежать по різні сторони від {\displaystyle \alpha }. Кажуть також, що раціональне число {\displaystyle \alpha } призводить до заданого перерізу множини раціональних чисел.
Якщо ж у нижньому класі перерізу немає максимального елемента, а в верхньому — мінімального, то не існує ніякого раціонального числа, яке б розділяло множини {\displaystyle A} і {\displaystyle A'}. В цьому випадку за означенням вважають, що цей переріз визначає деяке ірраціональне число {\displaystyle \alpha }, яке знаходиться між нижнім і верхнім класами, і тим самим призводить до заданого перерізу. Інакше кажучи, для довільного перерізу, до якого не призводить жодне раціональне число, вводять новий об'єкт — ірраціональне число, яке за означенням більше довільного числа із нижнього класу і менше будь-якого числа із верхнього класу:
{\displaystyle \forall a\in A,\quad \forall a'\in A'\quad a<\alpha <a'}
Об'єднання всіх раціональних і всіх ірраціональних чисел називають множиною дійсних чисел, а його елементи — дійсними числами.
Арифметичні операції над дійсними числами визначаються як неперервне продовження відповідних операцій над раціональними числами, так само як у теорії нескінченних десяткових дробів. Наприклад, сумою дійсних чисел {\displaystyle \alpha } і {\displaystyle \beta } називається дійсне число {\displaystyle \alpha +\beta }, яке задовольняє наступну умову:

### Теорія фундаментальних послідовностей Кантора
У підході Кантора дійсне число розглядається як границя числової послідовності раціональних чисел. Для того, щоб послідовність раціональних чисел збігалась, на неї накладається умова Коші:
Суть цієї умови в тому, для будь-якої заданої відстані, існує такий номер елемента послідовності після якого члени послідовності будуть розташовані один від одного на відстані, меншій цієї заданої відстані. Послідовності, які задовольняють умову Коші, називаються фундаментальними.
Дійсне число, яке визначається фундаментальною послідовністю раціональних чисел {\displaystyle \{a_{n}\}}, позначимо {\displaystyle [a_{n}]}.
Два дійсних числа
{\displaystyle \alpha =[a_{n}]} і {\displaystyle \beta =[b_{n}]},
визначені відповідно фундаментальними послідовностями {\displaystyle \{a_{n}\}} і {\displaystyle \{b_{n}\}}, називаються рівними, якщо
Якщо задані два дійсних числа {\displaystyle \alpha =[a_{n}]} і {\displaystyle \beta =[b_{n}]}, то їх сумою і добутком називаються числа, визначені відповідно сумою і добутком послідовностей {\displaystyle \{a_{n}\}} і {\displaystyle \{b_{n}\}}:
Відношення порядку на множині дійсних чисел встановлюється за допомогою такої домовленості: число {\displaystyle \alpha =[a_{n}]} за означенням більше числа {\displaystyle \beta =[b_{n}]}, тобто {\displaystyle \alpha >\beta }, якщо
Спосіб побудови множини дійсних чисел за допомогою фундаментальних послідовностей раціональних чисел є частковим випадком побудови поповнення довільного метричного простору. Як і в загальному випадку, отримана в результаті поповнення множина дійсних чисел вже є повною, тобто містить в собі границі всіх фундаментальних послідовностей своїх елементів.
У теорії Кантора множина дійсних чисел будується у вигляді поповнення множини раціональних чисел, розглянутої у вигляді метричного простору з метрикою, яка породжена нормою, що є абсолютною величиною (модулем) числа. Однак множина раціональних чисел може бути поповнена і за іншою нормою, зокрема, за так званою p-адичною нормою, де p — просте число. Замикання множини раціональних чисел за p-адичною нормою утворює поле p-адичних чисел, яке не ізомрофне до поля дійсних чисел і володіє зовсім відмінними від дійсних чисел властивостями (математично не збігається з дійсними числами).

## Аксіоматика множини дійсних чисел
Побудувати множину дійсних чисел можна різними способами. В теорії Кантора дійсні числа — класи еквівалентних фундаментальних послідовностей раціональних чисел, в теорії Вейєрштрасса — нескінченні десяткові дроби, в теорії Дедекінда — перерізи в області раціональних чисел. У всіх цих підходах в результаті отримуємо деяку множину об'єктів (дійсних чисел), які наділені певними властивостями: їх можна додавати, множити, порівнювати між собою. Більш того, оскільки встановлені властивості цих об'єктів, то можна більше не апелювати до тих конкретних конструкцій, з допомогою яких вони були побудовані.
В математиці важлива не конкретна природа об'єктів, а тільки математичні співвідношення, які існують між ними.
Іншими словами, саме поняття дійсного числа визначається існуючими для нього математичними співвідношеннями. Якщо вони встановлені, то визначено і поняття дійсного числа. В цьому і полягає аксіоматичний підхід до означення дійсного числа, як множини елементів, які володіють деякими наперед заданими властивостями. А класи фундаментальних послідовностей раціональних чисел, нескінченні десяткові дроби, перерізи в області раціональних чисел є лиш конкретними реалізаціями, моделями дійсного числа.
Отже
Множина {\displaystyle \mathbb {R} } називається множиною дійсних чисел, а її елементи — дійсними числами, якщо виконаний певний комплекс умов, який називається аксіомами дійсних чисел:

### Аксіоми поля
На множині {\displaystyle \mathbb {R} } визначено відображення (операція додавання)
{\displaystyle +:\mathbb {R} \times \mathbb {R} \to \mathbb {R} }
яка кожній впорядковані парі елементів {\displaystyle a,b} з {\displaystyle \mathbb {R} } ставить у відповідність деякий елемент {\displaystyle c} з тієї ж множини {\displaystyle \mathbb {R} }, який називається сумою елементів {\displaystyle a} і {\displaystyle b} ({\displaystyle a+b} еквівалентний запис елемента {\displaystyle c} множини {\displaystyle \mathbb {R} },
{\displaystyle c=a+b}).
Також, на множині {\displaystyle \mathbb {R} } визначено відображення (операція множення)
{\displaystyle \cdot :\mathbb {R} \times \mathbb {R} \to \mathbb {R} }
яке кожній впорядкованій парі елементів {\displaystyle a,b} із {\displaystyle \mathbb {R} } ставить у відповідність деякий елемент {\displaystyle a\cdot b}, який називається добутком {\displaystyle a} і {\displaystyle b}.
При цьому виконуються такі властивості:
{\displaystyle {\text{I}}_{1}.} Комутативність додавання. Для довільних {\displaystyle a,b\in \mathbb {R} }
{\displaystyle {\text{I}}_{2}.} Асоціативність додавання. Для довільних {\displaystyle a,b,c\in \mathbb {R} }
{\displaystyle {\text{I}}_{3}.} Існування нейтрального елемента відносно додавання. Існує елемент {\displaystyle 0\in \mathbb {R} }, який називається нулем, такий, що для довільного {\displaystyle a\in \mathbb {R} }
{\displaystyle {\text{I}}_{4}.} Існування оберненого елемента відносно додавання. Для довільного {\displaystyle a\in \mathbb {R} } існує елемент {\displaystyle -a\in \mathbb {R} }, який називається протилежним до {\displaystyle a}, такий, що
{\displaystyle {\text{I}}_{5}.} Комутативність множення. Для довільних {\displaystyle a,b\in \mathbb {R} }
{\displaystyle {\text{I}}_{6}.} Асоціативність множення. Для довільних {\displaystyle a,b,c\in \mathbb {R} }
{\displaystyle {\text{I}}_{7}.} Існування нейтрального елемента відносно множення. Існує елемент {\displaystyle 1\in R}, який називається одиницею, такий, що для довільного {\displaystyle a\in R}
{\displaystyle {\text{I}}_{8}.} Існування оберненого елемента відносно множення. Для довільного {\displaystyle a\in \mathbb {R} ,a\neq 0,} існує елемент {\displaystyle a^{-1}\in \mathbb {R} }, який також позначається {\displaystyle 1/a} і називається оберненим до {\displaystyle a}, такий, що
{\displaystyle {\text{I}}_{9}.} Дистрибутивний закон множення відносно додавання (правило розкриття дужок). Для довільних {\displaystyle a,b,c\in \mathbb {R} }
{\displaystyle {\text{I}}_{10}.} Нетривіальність поля.  Одиниця і нуль — різні елементи {\displaystyle \mathbb {R} }:
{\displaystyle 1\neq 0}
На основі операцій додавання та множення вводять додаткові операції на множині дійсних чисел
{\displaystyle a-b\;{\overset {\text{def}}{=}}\;a+(-b)}
{\displaystyle {\frac {a}{b}}\;{\overset {\text{def}}{=}}\;a\cdot b^{-1}}
Тобто віднімання деякого числа {\displaystyle b} це додавання протилежного до {\displaystyle b} елемента, а ділення на {\displaystyle b} — множення на обернений елемент до {\displaystyle b}.

### Аксіоми порядку
Між елементами {\displaystyle \mathbb {R} } визначено відношення порядку {\displaystyle \leqslant }, тобто для довільної впорядкованої пари елементів {\displaystyle a,b} із {\displaystyle \mathbb {R} } встановлено, чи виконується відношення {\displaystyle a\leqslant b} чи не виконується. При цьому справджуються такі властивості:
{\displaystyle {\text{II}}_{1}.} Рефлексивність. Для довільного {\displaystyle a\in \mathbb {R} }
{\displaystyle a\leqslant a}
{\displaystyle {\text{II}}_{2}.} Антисиметричність. Для довільних {\displaystyle a,b\in \mathbb {R} }
{\displaystyle (a\leqslant b)\land (b\leqslant a)\Rightarrow (a=b)}
{\displaystyle {\text{II}}_{3}.} Транзитивність. Для довільних {\displaystyle a,b,c\in \mathbb {R} }
{\displaystyle (a\leqslant b)\land (b\leqslant c)\Rightarrow (a\leqslant c)}
{\displaystyle {\text{II}}_{4}.} Лінійна впорядкованість. Для довільних {\displaystyle a,b\in \mathbb {R} }
{\displaystyle (a\leqslant b)\lor (b\leqslant a)}
{\displaystyle {\text{II}}_{5}.} Зв'язок між додаванням і порядком. Для довільних {\displaystyle a,b,c\in \mathbb {R} }
{\displaystyle (a\leqslant b)\Rightarrow (a+c\leqslant b+c)}
{\displaystyle {\text{II}}_{6}.} Зв'язок між множенням і порядком. Для довільних {\displaystyle a,b\in \mathbb {R} }
{\displaystyle (0\leqslant a)\land (0\leqslant b)\Rightarrow (0\leqslant a\cdot b)}
На основі відношення порядку {\displaystyle \leqslant } означують інші відношення між дійсними числами:
{\displaystyle (b\geqslant a)\;{\overset {\text{def}}{\Leftrightarrow }}\;(a\leqslant b)}
{\displaystyle (a<b)\;{\overset {\text{def}}{\Leftrightarrow }}\;(a\leqslant b)\land (a\neq b)}
{\displaystyle (b>a)\;{\overset {\text{def}}{\Leftrightarrow }}\;(a<b)}
Також, для довільного впорядкованого поля можна ввести поняття абсолютної величини його елементів.
Для довільного дійсного числа {\displaystyle a} дійсне число, яке позначається {\displaystyle |a|} і визначене формулою
називається абсолютною величиною або модулем числа {\displaystyle a}.

### Аксіоми неперервності
{\displaystyle {\text{III}}_{1}.} Які б не були непорожні множини {\displaystyle A\subset \mathbb {R} } і {\displaystyle B\subset \mathbb {R} } такі, що для довільних двох елементів {\displaystyle a\in A} і {\displaystyle b\in B} виконується нерівність {\displaystyle a\leqslant b}, існує таке число {\displaystyle \xi \in \mathbb {R} }, що для всіх {\displaystyle a\in A} і {\displaystyle b\in B} виконуються нерівності
Аксіома {\displaystyle {\text{III}}_{1}} може бути замінена на наступні два твердження:
{\displaystyle {\text{III}}_{1}'.} Аксіома Архімеда. Нехай {\displaystyle a,b\in \mathbb {R} ,\,a>0} і {\displaystyle b>0}. Тоді взявши елемент {\displaystyle a} доданком достатню кількість разів, можна перевершити {\displaystyle b}:
{\displaystyle a+a+\ldots +a>b}
Поле для якого виконується аксіома Архімеда називається архімедовим. Прикладом неархімедового поля є, наприклад, поле p-адичних чисел.
{\displaystyle {\text{III}}_{2}'.} Аксіома повноти (в сенсі Гільберта). Систему {\displaystyle \mathbb {R} } неможливо розширити до жодної іншої системи {\displaystyle \mathbb {R} ^{*}} так, щоб при збереженні попередніх відношень між елементами {\displaystyle \mathbb {R} }, для {\displaystyle \mathbb {R} ^{*}} виконувались би всі аксіоми {\displaystyle {\text{I}}}—{\displaystyle {\text{II}}}, {\displaystyle {\text{III}}_{1}'.}.
Цих аксіом достатньо, щоб строго вивести всі відомі властивості дійсних чисел. Множина елементів, для яких виконуються наведені вище аксіоми називається неперервним впорядкованим полем.

### Наслідки з аксіом множини дійсних чисел
- (єдиність нуля) {\displaystyle \exists !\,0\in \mathbb {R} }

- (єдиність протилежного елемента) {\displaystyle \forall a\in \mathbb {R} \quad \exists !\,(-a)\in \mathbb {R} }

- {\displaystyle \forall a,b\in \mathbb {R} \quad \exists !\,x\in \mathbb {R} \quad \Rightarrow \quad a+x=b}

- (єдиність одиниці) {\displaystyle \exists !\,1\in \mathbb {R} }

- (єдиність оберненого елемента) {\displaystyle \forall a\in \mathbb {R} \setminus \{0\}\quad \exists !\,a^{-1}\in \mathbb {R} }

- {\displaystyle \forall a\in \mathbb {R} \setminus \{0\}\quad \forall b\in \mathbb {R} \quad \exists !\,x\in \mathbb {R} \quad \Rightarrow \quad a\cdot x=b}

- {\displaystyle \forall a\in \mathbb {R} \quad a\cdot 0=0}

- {\displaystyle \forall a,b\in \mathbb {R} \quad a\cdot b=0\quad \Rightarrow \quad (a=0)\lor (b=0)}

- {\displaystyle \forall a\in \mathbb {R} \quad (-1)\cdot a=-a}

- {\displaystyle \forall a\in \mathbb {R} \quad (-1)\cdot (-a)=a}

- {\displaystyle \forall a\in \mathbb {R} \quad (-a)\cdot (-a)=a\cdot a}

- Для довільних {\displaystyle a,b\in \mathbb {R} } виконується одне і лише одне зі співвідношень

{\displaystyle 1)a<b;\quad 2)a=b;\quad 3)a>b.}
- {\displaystyle \forall a,b,c\in \mathbb {R} \quad (a<b)\land (b\leqslant c)\Rightarrow (a<c)}

- {\displaystyle \forall a,b,c\in \mathbb {R} \quad (a<b)\land (b<c)\Rightarrow (a<c)}

- {\displaystyle \forall a,b,c\in \mathbb {R} \quad (a<b)\Rightarrow (a+c<b+c)}

- {\displaystyle \forall a,b,c,d\in \mathbb {R} \quad (a\leqslant b)\land (c\leqslant d)\Rightarrow (a+c\leqslant b+d)}

- {\displaystyle \forall a,b,c,d\in \mathbb {R} \quad (a\leqslant b)\land (c<d)\Rightarrow (a+c<b+d)}

- {\displaystyle \forall a\in \mathbb {R} \quad (0<a)\Rightarrow (-a<0)}

- {\displaystyle (0<a)\land (0<b)\Rightarrow (0<a\cdot b)}

- {\displaystyle (a<0)\land (b<0)\Rightarrow (a\cdot b>0)}

- {\displaystyle (a<0)\land (0<b)\Rightarrow (a\cdot b<0)}

- {\displaystyle (a<b)\land (0<c)\Rightarrow (a\cdot c<b\cdot c)}

- {\displaystyle (a<b)\land (c<0)\Rightarrow (a\cdot c>b\cdot c)}

- {\displaystyle (0<1)}

- {\displaystyle (0<a)\Rightarrow (0<a^{-1})}

Приклад 1. Єдиність нуля. Припустимо, що існують два нулі {\displaystyle 0_{1}} та {\displaystyle 0_{2}}, {\displaystyle 0_{1}\neq 0_{2}}.
Оскільки елемент {\displaystyle 0_{1}} є нулем, то
{\displaystyle 0_{2}+0_{1}=0_{2},}
а оскільки елемент {\displaystyle 0_{2}} також є нулем, то
{\displaystyle 0_{1}+0_{2}=0_{1}.}
Тоді, враховуючи аксіому {\displaystyle {\text{I}}_{3}}, отримуємо
{\displaystyle 0_{1}=0_{1}+0_{2}=0_{2}+0_{1}=0_{2}}
Отже {\displaystyle 0_{1}=0_{2}}.
Приклад 2. Для довільного {\displaystyle a\in \mathbb {R} }
{\displaystyle a\cdot 0=0}
За властивістю {\displaystyle {\text{I}}_{3}}
{\displaystyle a\cdot 0=a\cdot 0+0}
За властивостями {\displaystyle {\text{I}}_{4},{\text{I}}_{7}}
{\displaystyle a\cdot 0=a\cdot 0+a+(-a)=a\cdot 0+a\cdot 1+(-a)}
За властивостями {\displaystyle {\text{I}}_{9},{\text{I}}_{3}}
{\displaystyle a\cdot 0=a\cdot 0+a\cdot 1+(-a)=a\cdot (0+1)+(-a)=a\cdot 1+(-a)}
і за властивостями {\displaystyle {\text{I}}_{7},{\text{I}}_{4}}
{\displaystyle a\cdot 0=a\cdot 1+(-a)=a+(-a)=0.}
Приклад 3. Для довільного {\displaystyle a\in \mathbb {R} }
{\displaystyle -a=(-1)\cdot a}
За властивостями {\displaystyle {\text{I}}_{7},{\text{I}}_{9},{\text{I}}_{4}} та твердження прикладу 1 маємо
{\displaystyle a+(-1)\cdot a=1\cdot a+(-1)\cdot a=(1+(-1))\cdot a=0\cdot a=0}
Тоді з властивості {\displaystyle {\text{I}}_{3}} та єдності протилежного елемента (спробуйте довести самостійно, що протилежний елемент до заданого числа визначається єдиним чином) випливає, що  {\displaystyle (-1)\cdot a=-a}.
Приклад 4 (мінус на мінус дорівнює плюс). Для довільного {\displaystyle a\in \mathbb {R} }
{\displaystyle (-a)\cdot (-a)=a\cdot a.}
Дійсно, згідно властивостей {\displaystyle {\text{I}}_{1},{\text{I}}_{2},{\text{I}}_{3},{\text{I}}_{4},{\text{I}}_{5},{\text{I}}_{9},} та прикладу 1
{\displaystyle (-a)\cdot (-a)=(-a)\cdot (-a)+0=(-a)\cdot (-a)+a\cdot 0=(-a)\cdot (-a)+a\cdot (a+(-a))=(-a)\cdot (-a)+a\cdot a+a\cdot (-a)=}
{\displaystyle =(-a)\cdot (-a)+a\cdot (-a)+a\cdot a=((-a)\cdot (-a)+a\cdot (-a))+a\cdot a=(a+(-a))\cdot (-a)+a\cdot a=0\cdot (-a)+a\cdot a=0+a\cdot a=a\cdot a.}
Наслідком аксіоми {\displaystyle {\text{I}}_{10}} є неможливість ділення на нуль у межах поля дійсних чисел, оскільки тоді елемент обернений до нуля не може бути дійсним числом. Припустимо, що існує елемент обернений до нуля і позначимо його {\displaystyle 0^{-1}\in \mathbb {R} }. Тоді за аксіомою {\displaystyle {\text{I}}_{8}}
{\displaystyle 0\cdot 0^{-1}=1.}
Враховуючи аксіоми {\displaystyle {\text{I}}_{6},{\text{I}}_{7},{\text{I}}_{8}} для довільного {\displaystyle a\in \mathbb {R} } отримуємо
{\displaystyle 1=0\cdot 0^{-1}=(a\cdot 0)\cdot 0^{-1}=a\cdot (0\cdot 0^{-1})=a\cdot 1=a,}

## Класи дійсних чисел
- Підмножина дійсних чисел вигляду {\displaystyle \{1,1+1,1+1+1,1+1+1+1,\ldots \}=\{1,2,3,4,\ldots \}} називається множиною натуральних чисел і позначається {\displaystyle \mathbb {N} };

- Підмножина {\displaystyle \mathbb {Z} =\{-\mathbb {N} \}\cup \{0\}\cup \mathbb {N} }, де {\displaystyle \{-\mathbb {N} \}} множина чисел протилежних до натуральних, — називається множиною цілих чисел;

- Підмножина {\displaystyle \mathbb {Q} =\{q=m\cdot n^{-1},m\in \mathbb {Z} ,n\in \mathbb {N} \}} називається множиною раціональних чисел;

- Підмножина {\displaystyle \mathbb {I} =\mathbb {R} \setminus \mathbb {Q} } — множина ірраціональних чисел;

- Якщо {\displaystyle a\in \mathbb {R} } і {\displaystyle a<0}, то кажуть, що число a — від'ємне;

- Якщо {\displaystyle a\in \mathbb {R} } і {\displaystyle a>0}, то кажуть, що число a — додатне;

- Якщо {\displaystyle a\in \mathbb {R} } і {\displaystyle a\leqslant 0}, то кажуть, що число a — недодатне;

- Якщо {\displaystyle a\in \mathbb {R} } і {\displaystyle a\geqslant 0}, то кажуть, що число a — невід'ємне;

- Якщо число {\displaystyle a\in \mathbb {R} } є коренем деякого многочлена з раціональними коефіцієнтами, то воно називається алгебраїчним, інакше — трансцендентним.

### Зв'язок з раціональними числами
Очевидно, що на числовій прямій раціональні числа розміщені в купі з дійсними, причому множина дійсних чисел «щільніша» ніж множина раціональних. Виникає питання, як часто на числовій прямій зустрічаються раціональні і дійсні числа та чи можна одні числа наблизити іншими. Відповідь на це питання дають три наступні леми, які ґрунтуються, в основному, на аксіомі Архімеда.
Лема 1. Для довільного дійсного числа і для довільного наперед взятого додатного раціонального числа {\displaystyle \varepsilon } знайдеться пара раціональних чисел, які знаходяться один від одного на відстані менш, ніж {\displaystyle \varepsilon }, таких, що дійсне число лежить на відрізку між цими раціональними числами.
{\displaystyle \forall a\in \mathbb {R} \quad \forall \varepsilon \in \mathbb {Q} _{+}\quad \exists q_{1},q_{2}\in \mathbb {Q} :~(q_{1}\leqslant a\leqslant q_{2})\land (q_{2}-q_{1}<\varepsilon )}
Іншими словами, будь-яке дійсне число можна з заданою точністю з обох боків наблизити раціональними числами.
Лема 2. Між будь-якими двома різними дійсними числами міститься раціональне число.
{\displaystyle \forall a,b\in \mathbb {R} :~a<b\quad \exists q\in \mathbb {Q} :a<q<b}
Як наслідок отримуємо, що між будь-якими двома різними дійсними числами міститься нескінченно багато раціональних. Крім того, очевидно, що між будь-якими двома різними раціональними числами міститься дійсне. Будь-який відрізок числової прямої містить як раціональні, так і ірраціональні точки.
Лема 3. Наближення дійсного числа раціональним, описане в лемі 1, ідентифікує дійсне число єдиним чином.
{\displaystyle \forall a,b\in \mathbb {R} \quad (\forall \varepsilon \in \mathbb {Q} _{+}\,\,\exists q_{1},q_{2}\in \mathbb {Q} :~(q_{1}\leqslant a\leqslant q_{2})\land (q_{1}\leqslant b\leqslant q_{2})\land (q_{2}-q_{1}<\varepsilon ))\quad \Rightarrow \quad a=b}

## Піднесення до степеня та добування кореня
Для довільного {\displaystyle a\in \mathbb {R} } та довільного {\displaystyle n\in \mathbb {N} } операція піднесення до степеня визначається так:
{\displaystyle a^{n}\,{\overset {\text{def}}{=}}\,\underbrace {a\cdot a\cdots a} _{n},\quad a^{0}\,{\overset {\text{def}}{=}}\,1,\quad a^{-n}\,{\overset {\text{def}}{=}}\,{\frac {1}{a^{n}}}.}

Число {\displaystyle b\in \mathbb {R} } таке, що {\displaystyle b^{n}=a,\,n\in \mathbb {N} ,} називається коренем n-го степеня числа {\displaystyle a\in \mathbb {R} } і позначається {\displaystyle {\sqrt[{n}]{a}}}, тобто
{\displaystyle ({\sqrt[{n}]{a}})^{n}\,{\overset {\text{def}}{=}}\,a}
Для довільного дійсного {\displaystyle a\geqslant 0} та довільного натурального {\displaystyle n}, завжди існує дійсне число {\displaystyle b\geqslant 0} таке, що {\displaystyle b={\sqrt[{n}]{a}}}. Цей факт можна довести використовуючи, наприклад, перерізи Дедекінда. З наслідків аксіом поля дійсних чисел випливає, що корінь парного порядку з від'ємних дійсних чисел не існує (не належить до множини дійсних чисел).
Нехай {\displaystyle a>0} і {\displaystyle q\in \mathbb {Q} }, тобто {\displaystyle q=m/n,m\in \mathbb {Z} ,n\in \mathbb {N} }, тоді
{\displaystyle a^{q}\,{\overset {\text{def}}{=}}\,{\sqrt[{n}]{a^{m}}},\qquad a^{-q}\,=\,{\frac {1}{a^{q}}}.}
На основі означення степеня з раціональним показником, можна за неперервністю ввести поняття степеня з довільним дійсним показником (див. Показникова функція).

## Властивості
- Множина дійсних чисел незліченна. Її потужність (кардинальне число) називається потужністю континуума і позначається {\displaystyle \aleph _{1}} і є «більшою» ніж потужність множини раціональних чисел ({\displaystyle \aleph _{0}}).

- За алгебраїчною структурою множина дійсних чисел є неперервним впорядкованим полем. Більше того, множина дійсних чисел — максимальне архімедове впорядковане поле, тобто будь-яке архімедове поле ізоморфне деякій підмножині дійсних чисел.

- Множина дійсних чисел утворює топологічний простір, у якому як стандартну топологію беруть множину відкритих інтервалів числової прямої. Як топологічний простір, множина дійсних чисел є сепарабельною, оскільки множина раціональних чисел є зліченною щільною підмножиною дійсних чисел (підмножина ірраціональних чисел теж є щільною, однак вона незліченна). Цей простір повністю регулярний і хаусдорфовий.

- Множина дійсних чисел утворює метричний простір, де відстанню між числами x і y є модуль їх різниці {\displaystyle |x-y|}. Як метричний простір множина дійсних чисел є повною — довільна фундаментальна послідовність дійсних чисел є збіжною до деякого дійсного числа.

- Множина дійсних чисел утворює нормований простір, з нормою, яка збігається з модулем дійсного числа. Цей простір — банахів.

- Множина дійсних чисел не утворює компактний простір, а також не є повною ґраткою.

- Як впорядкована множина, дійсні числа успадковують порядкову топологію, яка є ідентичною до топології відкритих інтервалів, яка породжується метрикою. Теорія перерізів Дедекінда використовує порядкову топологію, теорія Кантора — топологію відкритих інтервалів.

- Множина дійсних чисел відносно кожної з операцій (додавання та множення) є топологічною групою.

- На множині дійсних чисел задають стандартну міру, міру Лебега, яка є окремим випадком міри Хаара множини дійсних чисел, як топологічної групи відносно операції додавання, нормованої так, щоб міра інтервалу {\displaystyle [0,1]} дорівнювала одиниці. Існують множини дійсних чисел, які не є вимірними за Лебегом.

- Множина раціональних чисел як підмножина дійсних має Лебегову міру нуль, тобто майже всі дійсні числа є ірраціональними. Більше того, майже всі дійсні числа є трансцендентними.

- На множині дійсних чисел однозначно розв'язне рівняння вигляду {\displaystyle a\cdot x+b=c,\,a,b,c\in \mathbb {R} }, однак поле дійсних чисел не є алгебрично замкнуте поле — існують многочлени з дійсними коефіцієнтами, які не мають дійсних коренів (наприклад, {\displaystyle x^{2}+1=0}).

Щоб довести незліченність множини дійсних чисел, достатньо показати незліченність інтервалу {\displaystyle \left(0,1\right)}.
Нехай всі числа заданого проміжку занумеровані у деякий спосіб. Тоді їх можна виписати наступним чином :
{\displaystyle x_{1}=0,a_{11}a_{12}\cdots a_{1m}\cdots }
{\displaystyle x_{2}=0,a_{21}a_{22}\cdots a_{2m}\cdots }
{\displaystyle \cdots }
{\displaystyle x_{k}=0,a_{k1}a_{k2}\cdots a_{km}\cdots }
{\displaystyle \cdots }
Тут {\displaystyle a_{ij}} — {\displaystyle j}-та цифра {\displaystyle i}-ого числа. Очевидно, що всі числа вказаного вигляду дійсно належать до заданого проміжку, якщо тільки  не всі цифри одночасно є нулями чи дев'ятками.
Розглянемо наступне число:
{\displaystyle x=0,d_{1}d_{2}\cdots d_{m}\cdots }
Нехай кожна цифра {\displaystyle d_{i}} цього числа задовольняє наступні три умови:
- {\displaystyle d_{i}\neq 0}
- {\displaystyle d_{i}\neq 9}
- {\displaystyle d_{i}\neq a_{ii}}

## Узагальнення
Поняття дійсного числа може бути узагальнене та розширене різними способами. Однак, зауважимо, що внаслідок аксіоми повноти будь-яке розширення множини дійсних чисел приводить до втрати деяких властивостей (наприклад нова множина може не бути полем чи або не буде виконуватись відношення порядку), але, з іншого боку, додає деякі інші важливі властивості.
- Поле комплексних чисел містить корені всіх многочленів з дійсними та комплексними коефіцієнтами, а тому є алгебраїчно замкненим полем. Однак не буде виконуватись відношення порядку. Це єдина зі скінченновимірних алгебр над полем дійсних чисел, яка є полем.

- Розширена числова пряма утворюється додаванням до множини дійсних чисел двох елементів {\displaystyle +\infty } та {\displaystyle -\infty }. Нова множина позначається {\displaystyle {\overline {\mathbb {R} }}} і є компактним хаусдорфовим простором (на відміну від {\displaystyle \mathbb {R} }, який не є компактним), крім того зберігається лінійна впорядкованість, більше того вона утворює повну ґратку. Однак нова множина вже не є полем. Її можна розглядати як двоточкову компактифікацію {\displaystyle \mathbb {R} .}

- Проєктивно розширена числова пряма (одновимірний дійсний проєктивний простір)  — одноточкова компактифікація дійсної прямої, яка утворюється додаванням точки {\displaystyle \infty }, дійсний одновимірний аналог сфери Рімана. Має специфічну структуру, відмінну від розширеної числової прямої та числової прямої. Не є полем, не впорядкована (наприклад, нерівності {\displaystyle 3<4} і {\displaystyle 3>4} справджуються одночасно), однак є компактним простором. Дозволене ділення на нуль.

- Гіпердійсні числа — розширення поля дійсних чисел у нестандартному аналізі — впорядковане поле, однак неархімедове. Включає в себе нескінченно малі та нескінченно великі елементи (різних порядків).

- Інтервальні числа — узагальнення дійсних чисел, де роль числа відіграє відрізок дійсної прямої. Для відрізків вводяться поняття арифметичних дій з відповідними властивостями, які у випадку, коли відрізок вироджується в одне число, збігаються з аналогічними правилами для чисел. Використовуються переважно в теорії наближених обчислень.

- Самоспряжені оператори у гільбертовому просторі узагальнюють дійсні числа у багатьох відношеннях. Вони можуть бути впорядкованими (однак не лінійно впорядкованими), вони є повними (замкнутими відносно граничного переходу), всі їхні власні значення є дійсними, а також вони утворюють дійсну асоціативну алгебру. Частковим випадком таких операторів є ермітові матриці. Зв'язок дійсних чисел і самоспряжених операторів має і фізичне відображення — всі спостережувані величини квантово-механічних систем (ті, які ми вимірюємо приладами і моделлю яких у класичній фізиці є дійсні числа), є власними значеннями відповідного самоспряженого оператора.

## Використання
Математична модель дійсних чисел широко використовується в науці і техніці для вимірювання величин, які неперервно змінюються. Однак це не є її головним застосуванням, тому що виміряні величини завжди мають скінченне число десяткових знаків, тобто є раціональними числами (крім того, при вимірювання завжди присутня похибка — неперервність дійсних чисел гарантує, що точне значення вимірюваної величини знаходиться в знайденому околі). Основне призначення цієї моделі — бути базою для аналітичних методів досліджень. Величезний успіх цих методів за останні три століття показав, що модель дійсних чисел в більшості випадків достатньо адекватно відображає структуру неперервних фізичних величин.
Це, звісно, не означає, що дійсна числова пряма є точним образом реальної неперервної величини. Наприклад, сучасній науці поки що не відомо, чи дискретний простір і час чи подільні необмежено; однак навіть у другому випадку модель дійсних чисел для цих величин може розглядатися як наближена, оскільки поняття точки простору і моменту час є по суті ідеалізації, які не мають реального аналога. Це фундаментальне питання є предметом широких дискусій в науці, починаючи з апорій Зенона. Наближеною ця модель є і при застосуванні до величин, які в класичній фізиці вважались неперервними, але в дійсності виявились дискретними (квантовими). Наприклад, внаслідок виконання принципу невизначеностей Гейзенберга, а також неможливості вимірювання відстаней менше планківської довжини квантові величини точніше моделюються неархімедовими полями (поле дійсних чисел є архімедовим).